# 駐在刑事
『駐在刑事』（ちゅうざいけいじ）は、笹本稜平による日本の推理小説のシリーズ。2014年に寺島進主演でテレビドラマ化された。
取り調べ中に容疑者が自殺したことで、警視庁捜査一課から青梅署水根駐在所へ左遷された警察官が主人公の物語。

## シリーズ一覧
- 駐在刑事（2006年7月27日 講談社 ISBN 4-06-213504-3 / 2009年9月15日 講談社文庫 ISBN 978-4-06-276462-9） - 初出：『小説現代』2004年12月号 - 2006年4月号連載
- 尾根を渡る風 駐在刑事（2013年11月27日 講談社 ISBN 978-4-06-218594-3） - 初出：『メフィスト』2012年vol.1〜3、2013年vol.1〜2連載
- 駐在刑事 尾根を渡る風（2016年10月14日 講談社 ISBN 978-4-06-293519-7）

## 登場人物
江波敦史（えなみ あつし）
警視庁捜査一課第四強行犯捜査殺人犯捜査第七係 → 青梅警察署水根駐在所所長（警部補）。刑事になって十数年のベテラン。正義感もあるがどちらかと言うと義務感の方が強い。バツイチ。
妻とは刑事の仕事が多忙だったことから仲が冷え切り5年前に離婚している。本来なら駐在所勤務は妻のサポートが必要ということから既婚者がなるものだが、後述の理由から特例的に認められている。
1年と数か月前までは捜査一課の刑事として働いていた。当時は闇の貸し金業を営んでいた老婆が殺害された事件を担当しており、任意出頭してきた女性を取り調べていた（容疑者の中で唯一アリバイがなく。また手柄を欲する加倉井がゴリ押ししため取り調べたが、江波を含めた刑事たちの大半がシロと見ていた。また江波は女性の無実を証明するために自ら取り調べ役を買って出た）。
取り調べ中、女性は突然青酸カリで服毒自殺をしてしまう。不運にも江波は背中を向けてタバコを吸っていたため気づくのが遅れ、一緒にいた巡査長も部屋の隅にいたため阻止できなかった。内部調査の結果、江波に過失はないとされたが保身に走った加倉井含む上層部によって責任を押し付けられ左遷が決定。これにより江波も『刑事』というものにしがみつく気になれなくなり、たまたま水根駐在所に空きがあると知り希望する運びとなった（駐在所の方も人手を欲しがっており、江波がバツイチでも構わないと受け入れた）。
加倉井の横車に押し切られる形で女性を死なせてしまったことは今でも重くのしかかっており、職を賭してでも女性を助けるべきだったと悔やんでいる。このことから自殺の危険がある人物に対しては必死になって説得・救助しようとする。江波が抱く義務感の裏には罪悪感もあったのだ。
加倉井に対しては「まだ一課にへばりついている」「手柄を出世のためのアクセサリーとしか思っていない」と常に険のある態度を取っているが、駐在所勤務になったこと自体は充足感を感じており気にしていない。また2年が経過したころには加倉井との因縁も忘れかけており恨みも消えかけて来ている。しかし加倉井の方から近寄って来るためなかなか忘れられないでいる。
現在は水根駐在所に勤める一方、平穏な日々が続いていることと事件の際はパトカーを使うことなどから体重が増えてしまい、健康のために山歩きを日課とするようになった。その際に池田健市から山登りのイロハを教えてもらったことで親交を結んでいる。
後輩の南村には慕われており1年も駐在をやったということで禊を終えたとし、刑事に戻って来るように勧められたことがある。その際には「色々と運動をする」とまで言われたが上記の理由から断っている。また非番中事件を解決したことから加倉井に「勝手なことをした」と責められた時は、課長から庇われるなど現地の警察官にも慕われている。
今では水根に溶け込んでいるが「自分は外から来た人間であり、警察官でもあるから住民たちに壁を作られやすい」と常に世間体や他人からの評価を気にしており、自分が信頼されていないと感じると落ち込むなどナイーブな面を持つ。
「駐在如きに出る幕はない」と事件に首を突っ込むのは戒めているが、刑事としての感覚と義務感が抜けずに南村を通じて情報を得たりアドバイスをしたりと外部から関わっている。刑事たちに協力する場合もあるが捜査そのものには参加せず、パトカーの運転など雑用を担当する。
しかし高い推理力と行動力によって数々の事件を解決しており、加倉井から対抗意識を燃やされてしまう。刑事たちも面白がって駐在刑事VS無能管理官のバトルで賭けている有様である。
ドラマ版では気のいいおじさんといった感じのキャラクターになっており、水根の住民たちに慕われ、彼らを守るためならば一切妥協しない正義感の持ち主として描かれている。一方で事件にたびたび首を突っ込むことから加倉井には煙たがられており、元同僚たちからの受けも悪い。また移動の際は自転車に乗っているため基本的にパトカーは使わない。
南村陽平（みなみむら ようへい）
警視庁捜査一課刑事（巡査部長） → 青梅警察署刑事課強行犯係係長（警部補）。
江波の後輩。彼と同じく加倉井のことは快く思っておらず皮肉った言い回しをする。江波のことはかなり好いており、当初は捜査一課に戻ってきてほしいと願っていた。
江波にはたびたび事件の詳細を話しており、直接捜査に関われない江波から助言をもらったり推理を聞いたりしている。時には江波から無茶な頼み事もされるが何とかやってのけている。
後に警部補に昇進して青梅警察署に赴任するが、江波には「上層部の受けが悪い自分とよくしていたから一課から追い出された」と見られ、申し訳なく思われている。
ドラマ版では江波の舎弟のような立場になっており、たびたび捜査状況を聞き出されたり無茶ぶりをされたりと苦労人として描かれている。
加倉井国広（かくらい くにひろ）
警視庁捜査一課管理官（警視）。小柄で小太り。階級は江波より上だが大分年下のため表向きは敬語を使っている。『尾根を渡る風』には未登場で別の人物が管理官になっている（加倉井並かそれ以上の無能）。
「世の中に混乱を招くのが天から与えられた使命だとでもいうように、右といえば左、左といえば右というのがこの人物の変わらざる発想のパターン」と書かれるほどの無能管理官。
江波が捜査一課から駐在所勤務に左遷されることになった元凶。1年と数か月前に老婆殺しの被疑者を任意出頭させたが、アリバイがないというだけで決行した見込み捜査であり、証拠も何もなかった。
結果、女性はいきなり自殺してしまい、責任を追及されることを恐れた加倉井含む上層部は江波に責任転嫁してトカゲの尻尾切りにした。江波からはかなり嫌われている。
どのくらい嫌われているのかと言うと「自分に無茶な命令をして落ち度を作り、それを理由にクビにしようとしている」と思われているほど。
なお、無茶な命令と言うのは、誘拐犯が山に逃げ込んだので大規模な山狩りを行うと宣言し、そのためのプランを江波に作ってほしいというもの。大規模な山狩りと言うのは犯人を刺激しかねず、下手すれば誘拐された子供が足手まといと判断され殺される可能性がある。もしそうなればプランを作成した江波に責任を押しつけ、文字通り警察組織から追放するつもりだろう……と江波には思われていた（実際に取調室で自死した女性の責任を江波に押し付けているため）。
現在の加倉井は本庁に戻るべく手柄を立てようと躍起になって相変わらずの見込み捜査を行っている。しかし課長補佐クラスのポストに空きがないため上手く行っていない。
因縁深い江波に対抗意識を燃やして青梅警察署の事件を進んで引き受けるが、毎回的外れの推理をしては周囲を振り回し、事件解決後には「自分の見立て通りだった」としたり顔で言い放つ。
この程度ならまだマシな方で、とにかく顔と名前を売りたいため自分が担当する事案は必ず記者会見を行う。誘拐事件の際に報道協定を強いたにも拘らず承認欲求を満たすために記者会見をしようとした。
頭は悪いが口は上手く、刑事部長や先輩署長を上手く丸め込んで無理を押し通している。
これらのことから捜査一課の中でもかなりの嫌われ者となっている。捜査会議の席では青梅警察署の刑事たちからもブーイングが起こり、中には席を立つ者がいたほど。
第1巻最終話では、警察官よりも個人として動いた江波から辞表を渡されるが「私はまだ江波さんに勝っていない。勝ち逃げは許さない」という旨を語り辞表を破り捨てており、江波を驚かせた。
ドラマ版では周囲との衝突もあるものの正義感の持ち主であり、部下からの信頼もある。また江波が事件に首を突っ込むため煙たがっているが、推理に耳を貸したり有事の際は手を組むなど原作とは逆のキャラクターである。
ただし次々と難事件を解決する江波に対して「江波さんのやり方は認めない」と対抗意識を見せたり、江波から捜査方針の間違いを指摘されても頑なに認めようとしなかったり、激昂したり面喰ったりすると敬語でなくなったりなど原作に通じる部分もある。
池原健市（いけはら けんいち）
池原旅館の主人。江波より一回り程年上で、白髪の混じった無精ひげを生やしている。昔気質のガンコオヤジで面倒見がよい。
江波にとっては山登りのイロハを教えた師に当たり、足腰も江波よりも強い。しかし息子曰く「年を取ったから以前より疲れやすくなった」とのこと。
ドラマ版では温和な女将になっている。
池原孝夫（いけはら たかお）
池原旅館の一人息子。昨年大学を卒業したばかりで、金髪にピアスと若い見た目をしている。軟派を気取っているが草食系で、女性に対しては奥手。山岳部出身で山に強く身軽。
江波の弟分というポジションであり、強がっているが何かと江波を頼る。
『尾根を渡る風』では一人の女性に恋をし、江波の協力もあって恋人未満友達以上の関係になった様子。
ドラマ版ではより爽やかなキャラクター性が与えられ、原作以上に江波に対して礼儀正しく接している。
内田遼子（うちだ りょうこ）
図書館司書。水根在住。江波から好意を寄せられている。バツイチ。
元々は別の地域に住んでいたが認知症の父親を介護するため水根に戻って来た。後に認証ではなく、妻に先立たれたことによる老人性鬱病だと判明する（それも『尾根を渡る風』では殆ど回復している）。
山登りの最中に江波と会話を交わしたことで知り合い、その後、父親が殺人事件の容疑者にされたのを助けてもらったことから好意を抱くようになる。
以後は山登りをデートの場所としており、周囲から「お似合いだ」とはやし立てられるようになる。しかし江波の方が再婚に今一歩踏み出せないため進展しないでいる。
ドラマ版では若い女性になっており、江波ではなく孝夫と仲良くなる。
清水真紀（しみず まき）
水根ストアの一人娘。小学生だが身長が高いため中学生くらいに見える。また水根でもかなりのオシャレ好きで通っている。
こまっしゃくれた性格で早くも大人の女性としての一面を見せているが、発想力などは年相応のため江波には呆れられることも。
ドラマ版では姓が「沢井」に変更され、3人姉弟の長女（第一子）という設定になった。代わりに次女のふたばが原作の役回りを担う。
清水久雄
真紀の父親で水根ストア店主。地黒な顔色をしている。登場したのはワンシーンの1回のみ。
ドラマ版では「沢井啓太郎」という名前に変更されており、シリーズを通してサブキャラクターとして登場する。
プール
水根駐在所で買われているメスのラブラドールレトリバー。名前は真紀の小学校にあるプールの更衣室に迷い込んでいたことに由来。
元々は介助犬であり本名はミモザ。足の悪い飼い主が空き巣に殺されてしまい、プールもまた利口な犬だったため拉致されて犯罪の片棒を担がされてしまう。そこから逃げ出したところで真紀の小学校に迷い込み、江波の元で世話になることとなった。
飼い主を殺害した犯人の逮捕に大いに貢献したことで名誉巡査部長の地位を与えられ、名実ともに江波の相棒となった。
普段は人に懐いて愛想を振りまくので水根駐在所のマスコットとして人気を集めている。人を襲わないように訓練されているが、いざという時は果敢に立ち向かう気概を持っている。
ドラマ版では柴犬になっている。

## テレビドラマ
2014年からテレビ東京・BSジャパン共同制作で放送されているシリーズ。主演は寺島進。番組宣伝では「奥多摩駐在刑事」と表記される場合もある。
原作が2巻までしか出ていない関係上、多くのエピソードやキャラクターがオリジナルとなる。
本項での「第○作」は単発ドラマ、「S」はSeasonを表す。
作品の時間軸は、第1作〜第5作 → S1〜S2 → 第6作 → S3 → 第7作〜
第1作から第3作までは『水曜ミステリー9（第2期）』枠で、第4作は『水曜エンタ』枠の『水曜ミステリー9』で放送された。第5作は『駐在刑事スペシャル』（2時間）として『金曜8時のドラマ』枠の時間帯を拡大して放送された。
2018年10月19日から12月7日まで『金曜8時のドラマ』枠（1時間）で連続ドラマ化された。寺島進は地上波の連続ドラマ初主演。第6作 - 第8作は『駐在刑事SP2021』『駐在刑事SP 2022』『駐在刑事SP 2023』（2時間）として『月曜プレミア8』枠で放送。

### キャスト

#### 奥多摩警察署水根駐在所
江波敦史
演 - 寺島進
経歴：警視庁捜査一課（第1作の2か月前まで）
→ 奥多摩警察署地域課水根駐在所（第1作 - ）
階級：警部補
以前は捜査一課の刑事だったが、闇金融業者殺害事件の重要参考人である中瀬由紀子を取り調べ中に服毒自殺させてしまい、その責任を負い水根駐在所に左遷される。当初は捜査一課への未練があったが、水根の町や住民と接するうちに気に入ってしまった。
S1最終話で由紀子の一件が殺人だったことを皮切りに、緒方が大曾根を射殺しようとするも身を挺して両者を守った。
大曾根については「水根の住人」としてのことで、葛城に拉致され人質にされたひかりも（撃たれたときの）怪我を負ったまま救出した。
S2では水根にやってきた綿谷夏子に一目惚れする。S2最終話では奈津子に殺人に疑惑が掛かったことで加倉井に怒りをぶつけ「今の貴方は正常じゃない」とまで言われてしまう。迷いを振り切った末に真実と向き合い、事件に決着をつけた。
S3終盤では誤認逮捕によって加倉井の立場が危うくなってしまう。更には事件の容疑者は軽部翔平とも関りがあった。駐在刑事と捜査一課は加倉井のために手を組み、誤認逮捕の裏に隠された真実を暴いて加倉井を救った。
プール
演 - そら（第1 - 4作）、豆三郎（S1 / 第7作）、累（S2 - S3第6話）、きなこ（S3最終話）、のこ（第8作）
水根駐在所で飼われている犬でプールサイドの物置き場にいたところを真紀がみつけ、江波が助けたのちに名づけられた。原作ほど活躍はせずマスコットとしての面が強い。
S3では「散歩のおともに私を連れてって！」という自分の名前と似顔絵が描かれた、看板が立てられた。

#### 警視庁奥多摩警察署
緒方綾乃
演 - 黒木瞳（第5作 / S1）
経歴：警視庁捜査二課 理事官（第5作）
→ 警視庁奥多摩警察署 署長（S1）
階級：警視
警視庁捜査二課No.2の理事官を務め、その後S1で奥多摩署の署長として赴任。江波には「アナタのことを潰すために来た」と言い、署員たちには「キャリアである軽部翔平への教育係として自ら希望した」と言っている。
実は死んだ中瀬由紀子の姉。江波を憎んでいたが、実際の黒幕が他に居ると気づき警察手帳を返上して姿をくらます。S1最終回で黒幕が大曾根だと知って発砲するが、江波が盾になったことで殺人を犯さずに済む。大曾根が自害して一連の事件が解決した後に自身も逮捕され、服役した。
和泉玲香
演 - 藤井美菜（S3 - ）（幼少期：黒沼萌衣〈S3第5話〉）
経歴：警視庁捜査一課
→ 警視庁捜査二課（S3第1話）
→ 警視庁奥多摩警察署 刑事課長（S3第2話 - ）
階級：警部
警視庁捜査二課の刑事。捜査一課への転籍を強く希望している。S3第1話でクラウドファンディング詐欺の被害者の会代表である安西への殺人の容疑で水根に潜伏していた本郷を発見し追跡した際、追い詰められた本郷が崖から飛び降りて一時意識不明の重体に陥らせてしまい、単独行動による不手際を加倉井から叱責される。事件解決後、加倉井の口から奥多摩署刑事課長への異動を告げられる。出世や手柄に拘るあまり最初は異動を不服に思っていたが、奥多摩での様々な事件や江波を通じて警察官にとって大事なこととはなにかを理解するようになり、S3最終回で一からやり直すことを決意し、加倉井に地方の所轄署に異動させてほしいと願い出る。捜査一課に戻れる話があったが、奥多摩で警察官としてやるべきことを見つけたため断っていた。
当初はなにかと事件に首を突っ込む江波のことを快く思っていなかったが、徐々に認めるようになり、協力して犯人を逮捕に導いたことをきっかけに完全に打ち解ける。
検視の知識があるので、遺体を見たら自分で検視を行う。
父親は職人かたぎで、酒を飲むと母親や幼少期の玲香に暴力を振るっていた。このとき駆けつけ助けてくれた駐在に憧れ警察官を目指す。高校卒業時に、その駐在からお守りをもらう。
石川博康
演 - つまみ枝豆（第1作・第2作・第4作・第5作 / S1）
刑事。江波のことを快く思っていないが、そこそこ「奥多摩の駐在」としての彼は評価している。
S1最終話では署長になった軽部に書類にハンコを求めていた、その後は「転勤」か「定年退職」すらも動向は不明となる。
穴水虎夫
演 - 徳井優（S2 - ）
経歴：警視庁捜査一課
→ 警視庁奥多摩警察署（S2 - ）
刑事。金沢よりも年上のようで「穴水さん」と呼ばれている。
かつては警視庁に勤めていたが八丈島へと移り、奥多摩へと赴任して来た。江波には「あなたも飛ばされたクチですか」と訊かれたが「私はあんたとは違う！」と強く否定している。
上司の前ではへりくだり、格下と見た相手には強気に出る典型的な小者。しかしながら刑事としての責任感は持ち合わせており、不正に目をつぶることはなく、それなりに推理もできるので無能ではない。ただし推理内容が当たり前すぎるため誰にも期待されておらず、S2最終話では加倉井から「あなたの推理は結構です」と拒否されてしまった。
わずかだが警視庁で働ていた時期があり、その時に加倉井と共に捜査に当たっている。だが加倉井の赴任初日に挨拶するも覚えられていなかった。江波のことは「警視庁から飛ばされた刑事」として快く思っておらず、事件現場で彼を見る度に「駐在はお呼びでない」と口癖のように怒鳴りつける。江波からは「ハナ水」と呼ばれている。
第6作では「駐在何?はっきり言って!」と意見を求めたり、S3からは「奥多摩の駐在」としての彼を認めている節もある。
S3第4話では「将棋」が好きらしく、知識も豊富で戦法などに詳しかった
第8作では和泉の取り調べの邪魔をする御子柴を手で押さえ付け「しばし、しばしお静かに！」と諫めた。所轄の刑事にすらこんな態度を取られたのはプライドの高い御子柴にはショックだったようで直後に「嘘だろ……」と呟いている。
警官
演 - 大木優希（S2第1話・第2話・第3話・第5話 / 第6作 / S3第1話 / 第8作）
奥多摩署の警官。
署長
演 - 山上賢治（第2作・第4作）
緒方綾乃の前任の署長。

#### 警視庁捜査一課
加倉井国広
演 - 北村有起哉
階級：警視
管理官。幼少期に特別養子縁組で加倉井家の養子になる。緒方の素性を知っている。
12年前の立てこもり事件で捜査一課の係長として指揮を執っていたが、当時部下だった金本浩二を殉職させてしまって以降、現場を仕切るトップとして今何が1番大事かを常に考えている。
江波のことを快く思ってはいないものの、S3では「彼の頭の中にあるのは、いつも自分が守るべき奥多摩の人たちのことだけ」と和泉に話している。
また「彼は納得するまで事件に向き合っている」ことを、（自分たちは）江波に翻弄させられてきたが「奥多摩の駐在」としてはそれなりに認めている。
南村陽平
演 - 鳥羽潤（第1作・第2作）、中尾明慶（第3作 - 第5作）
刑事。江波の後輩で何かと八つ当たりをされたり、事件のことでコキ使われたりして加倉井からも釘を刺されている。
それでも江波に対しての尊敬はあり、駐在になってからも南村自身は「良き理解者」として支えてきた。
第5作の登場を最後に動向は不明となり、レギュラードラマの登場も無くなった。
金沢公之
演 - 梨本謙次郎（第3作 - 第5作 / S1 - ）
経歴：警視庁奥多摩警察署（第3作）
→ 警視庁捜査一課（第4作 - ）
刑事。第4作から捜査一課の所属となり、S3では和泉の教育係としても仕事をしている。加倉井が警視庁の係長だった頃に所轄署の刑事として共に仕事をしたことがあり、その時に部下を失っている。その縁から加倉井の第一の理解者となっている。江波とも付き合いが長いため「江波ちゃん」と呼ぶことも。
事件現場に顔を出す江波のことを快く思っていないが、しかしS3では「奥多摩の駐在」としての彼を少なからず認めている部分もある。
S3第6話終盤でも無茶な捜査をした和泉と江波に、呆れつつも敬意を表していた。

輪島義男
演 - 山口祥行（S1 - ）
刑事。金沢とコンビを組んでいる。江波が捜査一課を去ってから配属された新顔。誰もが抱く「怖い刑事さん」を地で行く人物。
見た目通り怒りっぽく、取り調べでは過激な態度を取る上に女性が相手でも容赦しないため金沢にたびたび止められるのが常。このため取り調べには向かないが、被疑者確保などの格闘戦には抜きんでている。
事件現場に顔を出す江波のことを快く思っておらず「駐在」呼びであり、金沢に言われて摘まみ出すのが日常茶飯事。それを差し引いても江波に対する態度は悪く、お互いに「気に食わない」というのを隠そうともしていなかった。S2第2話では、江波を引っ張り出そうとしたところ「大先輩の俺になにすんだこの野郎！」と怒鳴り付けられて振り払われ、さすがに委縮した様子を見せていた。一方で江波が素直に引き下がると「腹でも痛いのか？」と拍子抜けして心配した様子を見せることも。
S3では加倉井たちと同様に「奥多摩の駐在」としての、江波を認めているところもありS3第6話終盤でも無茶な捜査をした和泉と江波に呆れつつも敬意を表した。
加倉井や金沢には終始敬語を使い、決して逆らわないなど上意下達を重んじている。小者感丸出しの穴水に対しても、彼が加倉井への差し入れに持ってきた果物を自分が受け取り、別のテーブルに置くことで「今はそんなものを食べている場合ではない」ということをやんわりと示した。
御子柴浩司
演 - 福士誠治（第7作・第8作）
管理官。盆栽に「小百合」や「アリス」という名前を付けて育てている。父親は駐在所の警察官だったが、面倒を見ていた前科者に刺されて死亡した。

#### 警察関係者
軽部翔平
演 - 佐藤寛太（S1 - S3最終話）
経歴：警視庁奥多摩警察署 署長補佐（S1）
→ 警視庁奥多摩警察署 署長（S1最終話）
→ 警視庁第九方面本部奥多摩専任特別管理官（S2 - S3）
→ 神奈川県警察本部捜査一課 管理官（S3最終話）
階級：警視
警察庁採用のキャリア。奥多摩警察署署長補佐として赴任した新米刑事。実際の警察には署長補佐という役職は存在せず、署長の下は副署長である。S1最終回では緒方の後任として署長に就任する。
初対面の江波に対し小馬鹿にした態度をとっていたが、江波と二人で捜査をしてから有能な刑事と認め協力的になる。原作における南村陽平に近い役回り。
「休処 みやこ」で遼子に初めて会い一目惚れする。
S2では第九方面本部奥多摩専任特別管理官に就任し、変わらず江波には協力的な姿勢を見せた。
S3第6話で神奈川県警本部捜査一課管理官への異動の内示があったことを同期の黒川から報される。S3最終話で異動を受諾し奥多摩を去る際、警察組織のあり方への改革を志した上で警察庁長官を目指すことと江波へのこれまでの感謝を手紙に残していった。
小田切司
演 - 升毅（S1第5話 - 最終話 / S2第3話）
警視庁刑事部長(階級は警視監と思われるが不明)。S1では大曾根に就き、事件の隠蔽を図ろうと動くものの彼が事件の黒幕であることを知り、加倉井から「誰に就くのか考えるべきでは?」と言葉を突きつけられ面目を無くす。
S2では立てこもり事件の早期解決を加倉井に迫るが「現場は私にお任せください」と啖呵を切られ逆上するなど、責任者やヒトとしての資質を欠き恥をさらす描写がある。
黒川誠也
演 - 小越勇輝（S3第5話 - 最終話）
階級：警視
警視庁サイバーセキュリティ対策本部副本部長。軽部の警察庁の同期。

#### 水根の住人
池原美也子
演 - 市毛良枝
老舗「水根旅館」の女将。S1第1話で水根旅館に「休処 みやこ」を新装オープンし、こちらで女将もする。
夫の池原岩男（通称・ガンさん）は、12年前に赤いヤッケを着て出て行ったまま行方不明となる。
内田遼子
演 - 笛木優子（第2作 - 第5作 / S1 - S2 / S3 / 第7作 - ）
奥多摩水根図書館の司書。山岳ガイド。池原美也子に誘われ水根旅館の「休処 みやこ」の若女将も務める。将来的には女将を継いでほしいという意図もあり、孝夫の嫁にと考えている。
元水根駐在の父の内田兵次は、仕事一筋で家族のことをないがしろにしていたため憎んでいたが、後に和解する。その際に平次から「孝夫と軽部のどっちと結婚するんだ？」と問われるが「娘は父親に似た人を好きになる」と笑顔で答え、江波を見つめていた。
第6作での直接的な登場は無いが、軽部のスマホの待ち受け画面にされていた。
池原孝夫
演 - 鈴之助
山岳ガイド。岩男と美也子の息子。色恋に疎い面がある。
沢井真紀
演 - 小林星蘭
啓太郎と紀子の長女。血液型はB型。高校2年生。
実は養女で実母は若宮沙雪。プールの名付け親でもある。
沢井啓太郎
演 - お宮の松（S1 - ）
水根ストアの店主。真紀、ふたば、宗助の父。血液型はA型。
17年前の4月20日、御岳山の山小屋付近で若宮沙雪から幼児（真紀）を託される。当時、妻の紀子との間に子供がいなかったため養子として迎える。その後、紀子は宗助を出産後に死亡。
沢井ふたば
演 - 玉野るな（S1 - ）
啓太郎と紀子の二女。真紀の妹。綿谷海人のクラスメイト。
沢井宗助
演 - 湯川颯（S1 - 第6作）
啓太郎と紀子の長男、真紀の弟でイタズラ好きのお調子者である。そんな性格のせいか江波や姉の真紀に叱られるときもある。
第6作を最後に動向は不明となり、S3からの登場は無くなった。
緒方ひかり
演 - 山口まゆ（S1 / S2第5話〈回想〉）
緒方綾乃の養女。高校生で実母は中瀬由紀子で中瀬時雄は義父。水根に1週間前に引っ越して来る。綾乃との関係は悪く、少し距離を置くため水根旅館で住み込みのバイトを始める。
S1最終回で葛城に捕まり、奥多摩ダムの放流で殺害されそうになるが、江波と孝夫に助けられる。終盤では交通整理をしている江波に「よろしくお願いします」と言ったことが原因で、水根の住人たちは江波とひかりが結婚するのではと思い、江波が質問攻めを受ける羽目になった。
小宮山勇人
演 - 眞島秀和（S1 / S2第5話〈回想〉）
国土交通副大臣。祖父の地盤を受け継ぎ奥多摩地区から国会議員に当選して国土交通副大臣を務め、地元の奥多摩にリニア新幹線工事にともなう残土処分場の建設を進めていた。
大曾根に命じられた葛城に殺害され、事務所で銃で頭部を撃ち抜かれた遺体で警備員に発見される。
大曾根曰く「小宮山は見込み違いで、ヤツにこの国は任せられない」と判断したのが理由だった。
葛城竜蔵
演 - 本宮泰風（S1 / S2第5話）
小宮山の私設秘書。大曾根の刺客。過去に大曾根のことを知る中瀬由紀子の口を封じるため、由紀子の再婚相手である中瀬時雄を唆し、由紀子を自殺に見せかけて殺害した。小宮山に従っていたが、後に大曾根の指示で小宮山を殺害した。S1最終回で加倉井たちとの格闘の最中に岩淵に刺され、その後逮捕される。
逮捕されてから1年、複数の殺人容疑で起訴され、今は警察病院に入院している。医師からは余命宣告をされていて、警察病院から逃走した当初は「江波に復讐するためじゃないか」と加倉井たちから疑われていた。
しかし実際は娘の桐山天舞音に会うため奥多摩に向かったのが理由で、その後江波の計らいで天舞音に会い、感無量の気持ちで加倉井に引き渡される。
笹崎治子
演 - 茅島成美（S1第1話・最終話 / S2第6話・最終話 / 第6作 / S3 / 第7作 - ）
水根の住人で趣味はゲートボール、犬の「モモ」を飼っている。
S3第2話で孫の笹崎流星がいたことが話しに出て、8年前自身が入院中に落石事故で死亡していた。
その後流星を騙る詐欺グループの受け子の、加山雄大が現れ一時的に暮らしていたが、落石事故の真相を奥多摩署の屋上で聞かされ加山の帰りを待つことを決意した。
荒木静香
演 - 村井麻友美（S1第4話 - 最終話）
大曾根家の家政婦。中瀬由紀子の後任で大曾根や客人に出すホットレモネードは由紀子のレシピ。大曾根と葛城の連絡係をしている。
大曾根喜八郎
演 - 伊東四朗（特別出演・S1 / S2第5話〈回想〉）
自然を愛して水根に移住した住人。日本の政財界を仕切ってきた「平成最後のフィクサー」という顔も持っている。大曾根家の玄関には中瀬由紀子が作ったパッチワークの壁掛けが飾ってある。S1最終回で江波らに真相を暴かれ、逮捕されるも毒を仰ぎ、自ら命を絶った。
自身の山荘もS2第5話では既に廃墟となり、かつての存在感も無くなっていた。
綿谷夏子
演 - 田中美里（S2）
水根の移動パン屋「ラ・メール」の店主。海人の母。昭和51年9月3日生まれ、血液型はAB型。
本名は「清本薫」といい、10年前に結婚を約束した人が亡くなり、身ごもっていた子供も死産するが、そんなとき本物の綿谷夏子がDV夫の綿谷大介との間に生まれた子供（海人）を育てる気がなかったため引き取り、また綿谷夏子と入れ替わる。
綿谷大介が海人を連れ去るため奥多摩に来ていることを知り、10年ぶりに再会した清本薫（本物の綿谷夏子）に大介の殺人を提案され、最初は断るが、受け入れる。その後、大介を殺したことがバレそうになり、海人を連れて水根から出ようとしているところを江波にとめられ、江波に事件の真相を話したあとは加倉井たちに連行される。
綿谷海人
演 - 髙橋來（S2）
夏子の息子。水根に引っ越してきてから友達はいなかったが、お宝探しに誘ってくれた増本聡士と仲良くなる。
実は夏子は養母で、実父は桜田良次、実母は清本薫だった。夏子に本当の母親ではないことを打ち明けられ、夏子が警察に連行されたあと江波に、夏子は自分にとって本当の母親で、水根で夏子の帰りを待つことを誓う。
蜂矢正次
演 - 渡邊聡（S3第5話 - 最終話 / 第7作）
鷹ノ巣山キャンプ場の管理人。

#### 闇金融業者殺害事件の関係者
中瀬由紀子
演 - 杉本彩（第1作 - S1）
殺された永田キヨから金を借りていたホステス。重要参考人として出頭させられる前は大曾根家で家政婦をしており、大曾根と葛城の連絡係をしていた。事件の重要参考人として加倉井国広が出頭させた。江波が取り調べを担当したときに休憩で毒入りのタバコを吸った際に死亡し、当初は服毒自殺をはかったと思われていたが、S1にて大曾根との関係を隠蔽しようとした葛城の策略により殺害されていたことが判明する。
重村和幸
演 - 本宮泰風（第1作・第2作）
元暴力団構成員。闇金融の取立屋。性格は短気で攻撃的だが、それを抑える冷静さを併せ持っている。釣りが趣味。山崎を弟分として傍に置いているが、知性のない彼を内心で見下している。永田キヨから債務者たちへの取り立てを依頼されるが、第1作の終盤で永田キヨ殺害の犯人であることが判明し、逮捕された。
山崎正司
演 - 山口祥行（第1作・第2作）
重村の弟分。重村以上に暴力的でキレやすく、相手が女性や老人であっても情け容赦ない。反面、頭が悪いため、重村から信頼されておらず、重村が江波に殺害を疑われた際は「あんなバカ殺したところで何の価値もない」と鼻で笑われていた。江波が左遷されてから奥多摩で転落死体となって発見されるが、後に娘である小山初音を守ろうとした父親の小山康彦に殺害されたことが判明する。
永田キヨ
演 - 内田尋子（第1作・第2作）
闇金融の社長。第1作の2か月前に何者かにより刺殺されるが、終盤で取り立てを依頼していた重村和幸に殺害されたことが判明した。

#### その他
中瀬時雄
演 - 矢柴俊博（S1）
中瀬由紀子の再婚相手。葛城の策略に嵌まり、由紀子の殺害に加担してしまう。義理の娘のひかりに、幸せにしてやれなかったことを詫びてトランクルームの鍵を託した。その後、葛城から渡された青酸化合物入りの飲み物を飲んで死亡し、駐車していた車の中で遺体となって発見される。
岩淵真一
演 - 長谷川朝晴（S1）
中瀬由紀子が服毒自殺した事件を追うフリージャーナリスト。小宮山の陰謀で妹が殺されたことを恨み、小宮山を裁くため綾乃に協力する。S1最終回では葛城を刺し、警察に身柄を拘束された。
綿谷大介
演 - 黒田大輔（S2第6話・最終話）
綿谷夏子の夫。半年前までホストクラブを経営していたが、現在は職業不詳。
奥田太が書いた記事を見て、姿を消した妻の綿谷夏子が別人であることに気づく。
ホストクラブの経営に失敗して多額の借金があり、IT企業社長の桜田良次に、妻の夏子と桜田が不倫して生まれた子供（綿谷海人）の10年分の養育費を要求するため、海人を連れ去りに奥多摩にやって来るが、海人を守ろうとした綿谷夏子（本名・清本薫）と清本薫（本物の綿谷夏子）に殺害され、観音滝付近で変死体で発見される。
霧下真澄 / 麻生ますみ
演 - 映美くらら（S3第5話 - 最終話）
バッグアーティスト。帰国子女。「霧下真澄」は仕事で使っている名前で、本名は「麻生ますみ」。来月ニューヨークで個展を開けることになったため、奥多摩の自然の美しさに惹かれて、水根に材料の古い着物や帯の調達にきた。
妹の麻生つむぎは、6年前にストーカーの森神琢磨に追いかけられ逃げているとき、交通事故死している。
水根で仕事をしているとき、つむぎの死を逆恨みした森神に襲われ、裁ちばさみで森神を刺殺してしまう。恋人の日比野達矢に事情を説明し、日比野は姉妹の夢を守るため罪をかぶるが、真澄は日比野だけに罪を着せることはできないと、自供し逮捕される。

#### ゲスト
第1作 - 第8作 / Season1 / Season2 / Season3

##### 第1作 - 第8作（2014年 - 2023年）
第1作「奥多摩渓谷 殺意の夜想曲」（2014年）
- 小山初音（ピアノ教室教師） - 星野真里
- 河上京子（山岳ガイド） - 小野真弓
- かすみ（「Barかすみ」ママ・重村和幸の同棲相手） - 山崎未花
- 篠原淳一（会社員） - 小島康志
- アパート「フローラ中野」管理人 - 三又又三
- 下田（ガソリンスタンド社長） - 田口主将
- ショベルカーの作業員 - 出口高司
- 鑑識員 - 鷲尾昇
- 永田キヨから金を借りた債務者 - 坂本真梨子
- 小山康彦（初音の父） - 竜雷太

第2作「奥多摩山荘・復讐の哀歌 過去から届いたメッセージ」（2015年）
- 狭山和美（狭山宝石店オーナー） - 河合美智子
- 関口十三（バンガロー村の管理人） - ダンカン
- 赤木創（現在は「西尾」と名乗る現場作業員・10年前の宝石強盗殺人事件の指名手配犯） - 稲健二
- 山下（クラブの店長） - 佐久間哲
- 宮原智樹（10年前に行方不明となった静子の息子） - 夛留見啓助
- 松永太郎（山岳ツアースタッフ） - 中岡優介
- 今井信二（奥多摩に逃亡した殺人事件の被疑者） - 西沢智治
- 西奥多摩病院 看護師 - 西崎あや
- 現場監督 - 黒板七郎
- 風間（違法オンラインカジノ従業員・赤木の元同僚） - ダイオウイカ夫
- 魚住恵一（10年前に刺殺された狭山宝石店の元警備員） - 五歩一豊
- 大沢直人（竜之巣小屋オーナー） - 嶋田久作
- 宮原静子（朋光学園 理事長） - 多岐川裕美

第3作「奥多摩渓谷 断罪の狂詩曲 過去からの脅迫者」（2015年）
- 神木省一郎（民自党代議士）
- 神木省吾（省一郎の長男・元財務省職員） - 山田純大
- 神木春美（省吾の妻） - 大路恵美（幼少期：春乃菜花）
- 神木高志（神木林業 副社長・神木家の養子） - 遠藤要
- 辻本直孝（神木省一郎の秘書） - 藤堂新二
- 黒崎直紀（元千葉刑務所服役囚） - 大西武志
- 矢板英樹（元千葉刑務所服役囚） - 國本鍾建
- 神木日名子（神木夫妻の娘） - 西澤愛菜
- タクシー運転手 - ラッシャー板前
- 本郷武彦（30年前に死亡した新宿中央警察署の元巡査部長） - 小山紘徳
- 三上小百合（15年前に死亡した三上の娘・省吾の元恋人） - 松長ゆり子
- 刑事 - 久保田秀敏
- 川北弓子（小百合の同級生） - 逢澤みちる
- 水根の住人 - 恩田恵美子
- 三上秋彦（4年前にリタイアして水根に移住） - 不破万作
- 安本（元刑事） - 斎藤洋介
- 岩城修一（元刑事・江波敦史の先輩） - 中原丈雄

第4作「奥多摩渓谷に響く悲しき子守唄!」（2016年）
- 篠原絵里子（自然食レストラン「ナチュラルハウス」代表・内田遼子の大学時代の友人） - 白石美帆
- 和久井愛菜（自然食レストラン「ナチュラルハウス」従業員） - 黒川智花
- 光石義則（産婦人科病院「光石マタニティ・クリニック」院長） - 乃木涼介
- 光石佐和子（光石の妻） - 田中広子
- 玉木道彦（ガソリンスタンド強盗致死傷事件の被疑者） - 芳野史明
- 樋山流星（好美の息子） - 江刺家伸雄
- 美馬サユキ（産婦人科病院「光石マタニティ・クリニック」看護師） - 巻野わかば
- コテージ村の管理人 - ラッシャー板前
- 自然食レストラン「ナチュラルハウス」従業員 - 山村美智
- ラン（自然食レストラン「ナチュラルハウス」従業員） - 伊藤麻実子
- はる（自然食レストラン「ナチュラルハウス」従業員） - 平田八千代
- 刑事 - シェパード太郎
- 沢井真紀の友人 - 鈴木夢
- 大和田康太（大和田夫妻の特別養子） - 鈴木楽
- 海老名初江（光石の患者） - 田中里衣
- 真琴（西奥多摩病院 看護師） - 緒方有里沙
- 篠原絵里子の妹（4年前に母親と無理心中） - 坂野志津佳
- 篠原絵里子の母親（4年前に絵里子の妹と無理心中） - 瀧マキ
- 大和田勇樹（2年前に康太を特別養子にする） - 湯江健幸
- 大和田妙子（勇樹の妻） - 中山忍
- 樋山好美（NPO法人「ゆりかごの会」代表） - 朝加真由美

第5作『駐在刑事スペシャル』（2017年）
- 山村由里（アウトドア用品メーカー「サンレイ」社長秘書・槙野の娘・山村の妻） - 国生さゆり
- 羽川雄一（アウトドア用品メーカー「サンレイ」副社長） - 飯田基祐
- 三田和浩（4月に槍ヶ岳で遭難死した登山家） - 東根作寿英
- 三田友美（花屋店員・和浩の妻） - 紺野まひる
- 山村正義（4月に槍ヶ岳で遭難死した「サンレイ」前副社長） - 冨家規政
- 権藤則夫（アウトドア用品メーカー「サンレイ」社員・レジャースポット「サンレイの森」の計画責任者） - 大浦龍宇一
- 清宮秋彦（木工職人） - お宮の松
- 三田浩樹（中野少年山岳会のメンバー・和浩と友美の息子） - 小林喜日
- 慶践会病院 医師 - 加藤一裕
- 江波敦史におんぶで自宅まで送ってもらったおばあちゃん - 小池澄子
- 慶践会病院 看護師 - 重城サエ
- 槙野喜一郎（アウトドア用品メーカー「サンレイ」社長・慶践会病院の入院患者） - 品川徹

第6作『駐在刑事SP2021』（2021年）
- 荒木祥子（野上耕造の元妻） - 中島ひろ子
- 荒木良次（野上不動産 社長・祥子の夫） - 木下ほうか
- 安藤里美（家政婦派遣AN-DO 社長） - 冨樫真
- 熊井健吾（安藤里美の共同経営者） - 鷹松宏一
- 野上耕造（野上不動産 元社長・17年前失踪） - 若杉宏二
- 蜂矢（蜂矢養蜂場 経営者） - 藏内秀樹
- 高峯行人（ダチョウ急便 配達員） - 青山隼
- 若宮沙雪（写真家・沢井真紀の実母） - 檀れい

第7作『駐在刑事SP 2022』（2022年）
- 川瀬将吾（大造と絹子の息子・瞳と池原孝夫の幼なじみ） - 玉置玲央
- 和久井瞳（川瀬養魚場 従業員・奥多摩獅子舞のメンバー・池原孝夫の幼馴染み） - 秋元才加
- 大黒雅樹（6年前の強盗致傷の前科で半月前出所） - 比留間由哲
- 深山清人（経営コンサルタント・6年前の大黒の共犯者・大黒より先に出所） - 中村祐志
- 藤原良太（深山の部下） - 小野寺晃良
- 須藤アリサ（深山の同棲相手） - 坂東希
- 大友光一郎（町役場職員・瞳の見合い相手） - 古谷佳也
- 天野陽翔（ふたばの彼氏） - 森本陸斗
- 川瀬絹子（大造の妻・故人） - 山本郁子
- 小松 - 清水貴紀
- 川瀬大造（川瀬養魚場 社長） - 小野武彦

第8作『駐在刑事SP 2023』（2023年）
- パク・ジョンホ（韓国からの旅行者とされる男性） - ユン・ソンモ
- 永島舞（パクの娘とされる女児・偽名「ミヨン」「新川舞」・永島紗季の娘） - 浅田芭路
- 堀部工（元医師のストーカー） - 坪倉由幸
- 永島紗季（クラブ「Ren」ホステス・偽名「新川琴音」） - 北原里英
- 須黒忠男（偽造屋） - 杉山恵一
- 白坂悠介（特殊詐欺の出し子・窃盗での元懲役犯） - 北代高士
- 高幡正孝（学校の先生・水根の住人） - 黒川英二
- クラブ「Ren」ママ - 山﨑華奈
- 新川誠（本物の新川琴音の父） - 中田春介
- 新川（本物の新川琴音の母） - 秋場千鶴子
- ブティック店員 - 山口梓
- オガワ（中継リポーター） - みずさわさりな
- 4歳の娘の母親 - 早瀬英里奈
- ツーリング客 - 松島志歩（S3第1話）、佐河ゆい（S3第1話）

##### Season1（2018年）
第1話「奥多摩が舞台の人気シリーズ遂に連ドラ化 絶景の渓谷に変死体!? カーブする凶器…22kmの林道を使った驚愕の山岳トリックに人情派の駐在が挑む」
- 恩田ゆり子（水根診療所の看護師） - 瀧本美織
- 松永吾郎（水根診療所の医師） - 松田悟志
- 加山幸三（「八王子土木建設」作業員） - 内村遥
- 増子良次（「八王子土木建設」作業員） - 山本龍二
- 氷川康男（「八王子土木建設」現場監督） - 西ノ園達大
- 中西要（「八王子土木建設」作業員） - 松本実
- ひとみ（明応大学病院 看護師） - 橘美緒

第2話「奥多摩で凶悪誘拐! 死亡率75%の緊急事態 キャンプ場包囲せよ」
- 田所孝一（半導体の特許技術のプロジェクトリーダー） - マギー
- 田所好美（孝一の妻） - 中原果南
- 田所陽平（誘拐された田所夫妻の息子・小学5年生） - 歸山竜成
- 田所チヨ（陽平の祖母） - 吉田幸矢
- 坂口（通称「きなこ」） - 山本篤士

第3話「奥多摩の秘湯で完全犯罪! 隙間9センチの窓…密室トリックを暴け」
- 神月沙代（奥多摩出身の女優・遼子の同級生） - 中島亜梨沙
- 山上美智男（元高校教師・沙代の恩師） - 岩松了
- 有馬保（沙代の担当マネージャー） - 笠原秀幸
- 宮崎祐司（沙代の所属する芸能事務所「Y&Mプロダクション」社長） - 阪田マサノブ
- 早川六郎（旅行会社「エクストラベル」社長・沙代の元夫） - 高杉瑞穂

第4話「奥多摩で転落事件! 15m崖下に謎の花束…幻ルートの罠を暴け」
- 根本かおる（美也子の幼馴染で美容院の雇われ店長） - 萩尾みどり
- 津山理沙（フリーの山岳ガイド） - 森矢カンナ
- 根本遥（かおるの娘） - 小林涼子
- 竹田千恵子（美容院チェーン経営者） - 山野海
- 朝倉竜一（根本遥の連れ） - 植木祥平
- 謎の男 - 山崎まさよし

第6話「奥多摩署長が殺人!? 空白の117分! 駐在を襲う暴走トラック！」
- 西多摩警備保障 警備員 - 金剛地武志（S1最終話）

最終話「激流7万トンの殺人ダム! 11時55分の謎!? さらば…奥多摩駐在」
- 橋場秀一（警視庁捜査一課 刑事） - にわつとむ

##### Season2（2020年）
第1話「究極の激流トリック!?」
- 岸本珠美（奥多摩酒造 従業員・夫 敏弥とは20年前に死別） - 高島礼子
- 山城加奈（奥多摩酒造 従業員・健太の婚約者） - 生駒里奈
- 森園健太（奥多摩酒造 従業員） - 楽駆
- 黒田洋一郎〈53〉（奥多摩酒造 専務・白井の娘婿） - 堀部圭亮
- 鈴木五郎〈55〉（川べりで数日前からキャンプしている男性） - 阿南健治
- 荒木達彦（違法賭博の容疑者） - 尾関伸次
- 滝沢啓吾（珠美の父・開業医・故人） - 田口主将
- 古川修二（20年前行方不明になったヤクザ） - 國本鍾建
- 奥田太（西東京新聞社 記者） - 福澤重文
- 高瀬（奥多摩酒造 従業員） - 粕谷吉洋
- 白井孝造（奥多摩酒造 社長・滝沢啓吾の幼馴染み） - 笹野高史

第2話「殺人同窓会に隠された復讐を暴け!!」
- 内田兵次（遼子の父・元水根駐在） - 泉谷しげる
- 佐野つぐみ（レストラン店員・陵山大学フェンシング部OG） - 入来茉里
- 菅野努（平良の共同経営者・陵山大学フェンシング部OB） - 伊藤祐輝
- 小金井康弘（グランピングのシェフ） - 山中聡
- 平良鋭一郎〈32〉（経営コンサルタント「平良塾」社長・陵山大学フェンシング部OB） - 青柳尊哉
- 添島克子（雄介の母） - 兎本有紀
- 添島雄介（10年前の転落事故で今も植物状態） - 原田新平
- 湯川昌太（陵山大学フェンシング部OB） - 福場俊策
- 前園義秋（陵山大学フェンシング部OB） - 西洋亮
- 明石舞（陵山大学フェンシング部OG） - 杉浦琴乃

第3話「90分で人質を救出せよ!!」
- 宇佐美良太〈32〉（沖永の会社の社員・立てこもり犯） - 忍成修吾
- 番場竜二（宇佐美の同僚） - 阿部亮平
- 西森江里子（臨月の妊婦） - 島崎遥香
- 沖永清隆〈38〉（ダイエット教材販売会社社長） - 窪寺昭
- 花岡仁美（宇佐美の恋人） - 太田いず帆
- 西森哲也（江里子の夫） - 松尾竜兵
- 中林菊夫（コテージ 奥多摩トロピカルヴィレッジ 管理人） - 斉藤清六
- ハンター - 射場みのる（S2第6話）
- アヤコ（コテージの客） - 里佳津乃
- ミドリ（コテージの客） - 石岡真衣
- マリ（コテージの客） - 澤北るな
- 金本浩二（12年前に殉職した刑事） - 神蔵祐太
- 奥多摩署 警官 - 保科光志
- 女子高生 - 前川歌音、兼行凜
- 安田雄一（警視庁SIT隊長） - 丸山智己
- 中森那久（12年前の立てこもり犯） - 佐渡山順久

第4話「小さな目撃者を守れ!」
- 鍋谷浩一〈34〉（プロ写真家） - 奥野瑛太
- 染岡舜太郎〈50〉（不動産会社 社長） - 大澄賢也
- 姫野鮎子（染岡の秘書） - 矢島舞美
- 上小路知康（陶芸家） - 鈴木正幸
- 増本聡士（沢井ふたばと綿谷海人の同級生） - 大山蓮斗
- 宝探しのカップル - 多田愛佳、時任勇気
- キャバ嬢 - 松野井雅、園都
- りか（沢井ふたばと綿谷海人の同級生） - 安山夢子

第5話「逃亡犯と疑惑の女…涙の真相を暴け!!」
- 羽川由香里（シイタケ栽培農家・元「玉井旅館」仲居） - 真飛聖
- 桐山天舞音〈19〉（子供食堂「おうめ」ボランティア・実は葛城竜蔵の娘） - 浅川梨奈
- 大島佳代（子供食堂「おうめ」ボランティア） - 大島蓉子
- 玉井敬一（老舗旅館「玉井」の跡取り息子・由香里の元夫） - 少路勇介
- 杉下真奈美（玉井の恋人） - 小篠恵奈

第6話「疑惑の転落死! 江波を襲う殺人植物の謎!」
- 風巻雄一（カリスマ登山家・美也子の夫の親友） - 渡辺裕之
- 森瀬勝彦（森瀬建設 社長） - 相島一之
- 小此木忠義（「奥多摩のクマタカを守る会」会長・小此木電気 社長） - 岡部たかし
- 薗田道子（森瀬建設 経理担当） - 富永沙織
- 富岡（「奥多摩のクマタカを守る会」メンバー） - 俵木藤汰
- 沼田（「奥多摩のクマタカを守る会」メンバー） - 宇納佑
- 桐生（「奥多摩のクマタカを守る会」メンバー） - 小川あつし
- 渋川（「奥多摩のクマタカを守る会」メンバー） - 荒川浩平
- 高崎（「奥多摩のクマタカを守る会」メンバー） - 荒木義彰
- 刑事 - 山口真央

最終話「衝撃と涙の最終回! 女たちの密約…愛した人の裏の顔を暴け!!」
- 清本薫（ホステス・本名「綿谷夏子」・綿谷海人の実母） - 松本若菜
- 大和田慎二（済生会湘南平塚病院 院長） - 伊東孝明
- 桜田良次（IT企業「SAKURADA Co.,Inc.」社長・綿谷海人の実父） - 内藤聖羽

##### Season3（2022年）
第1話「主演・寺島進の大人気シリーズが帰ってきた!」
- 本郷俊介（ベンチャー企業「ロボキャスト」社長） - 今井翼
- 岩城隆一郎（ベンチャー企業「ロボキャスト」副社長） - 弓削智久
- 戸部直樹（ベンチャー企業「ロボキャスト」財務担当） - 諌山幸治
- 安西友幸（詐欺被害者の会 代表） - 中山卓也
- 武藤真一 - 藤大祐
- 神田（警視庁捜査二課 刑事） - 倉冨なおと
- 本郷彰（俊介の父・故人・仮小屋作りの名人） - 大石康人
- レポーター - 佐藤遥
- 大和田耕造（詐欺被害者の会 副代表） - 田山涼成
- 本郷八重子（俊介の母・彰の妻） - かたせ梨乃

第2話「奥多摩でサギ殺人!犯人は8年前に死んだ孫?」
- 笹崎流星（笹崎治子の孫・実はオレオレ詐欺の一味「加山優太」） - 田中偉登
- 浜野まなみ（山岳ガイドセンター 新人アルバイト・来年から小学校教員予定） - 山谷花純
- 木島秀樹（変死したオレオレ詐欺グループのリーダー） - 熊木陸斗
- 柳田良（オレオレ詐欺 受け子） - 長谷川ティティ
- 沢井蓮（奥多摩ゴミ拾い大会で転んだ少年） - 小山蒼海

第3話「“絶景の星空”殺人! 隕石に込めた涙の真相」
- 吉井修郎（質店「翡翠堂」店主・元貿易会社経営者） - 橋本じゅん
- 本田希美（大学院生・吉井の娘） - 川添野愛（幼少期：中村たんぽぽ）
- 山之内輝（吉井の店の掃除を手伝う便利屋） - 佐伯大地
- 城戸昌道（吉井の店にダイヤのネックレスを質入れしたフリーター） - 曽田陵介
- 大浦秀人（吉井の友人・吉井が共同経営していた貿易会社の顧問税理士） - 永倉大輔
- 若者 - 浦野運己
- 練馬区の強盗事件被害者 - 下東久美子

第4話「将棋大会中に起きた殺人…衝撃の完全犯罪トリック」
- 重盛幸三（棋士 九段 竜神・現役最年長の将棋タイトル保持者） - 小木茂光（青年時代：福井将太）
- 白石喜与彦（棋士 九段 三冠・重盛幸三の一番弟子） - 金井勇太
- 早瀬茜（フラワーショップ店員・白石の婚約者） - 井上小百合
- 港基晴（ゴシップ記者・変死体で発見された元棋士） - 中村織央
- 久保田和輝（月刊将棋ワールド 記者） - 泉知束
- 立会人 - 小杉幸彦
- 将棋記者 - 迫田恵介
- 警備員 - 大塚友則
- ニュースキャスター - 中川聡（テレビ東京アナウンサー）（第6話・最終話）
- 木下薫（重盛幸三のかつての婚約者・故人） - 井上小百合（二役）

第5話「セクハラ・パワハラ殺人!? 犯人はマムシ…」
- 柿沼宏行（東京科学大学「奥田天然物化学研究室」教授） - 神尾佑
- 河瀬明日香（東京科学大学「奥田天然物化学研究室」助手） - 野村麻純
- 奥田寿一（東京科学大学「奥田天然物化学研究室」名誉教授） - 河西健司
- 橋爪拓実（東京科学大学「奥田天然物化学研究室」助教） - 古村勇人
- 吉見麻衣（東京科学大学 学生・セクハラ被害者） - 鮎川桃果
- 寺本浩司（医師） - 岩田和浩（クレジットでは岩田浩司と誤記）
- 和久田遥（看護師） - 二宮響子

第6話「明かされる正体…完全犯罪!?張り巡らされた罠!」、最終話「誤認逮捕!?容疑者の罠と愛しき人の裏の顔」
- 日比野達矢（個人投資家・軽部刑事の中学時代の家庭教師・ハンドルネーム「リタ・ヘイワーズ」） - 竹財輝之助
- 森神琢磨（宅配業アルバイト） - 河原健二
- 持田康文（ストーカー被害者シェルター「救い人」所長） - 水野智則
- 麻生つむぎ（6年前の森神琢磨のストーカー被害者・麻生ますみの妹） - 椚ありさ
- 滝沢修一（滝沢法律事務所 弁護士） - 内藤典彦（第6話のみ）
- 森神に突き飛ばされるキャンプ客 - 中尾香帆子（第6話のみ）
- リポーター - 大村恵子（最終話のみ）
- 記者 - 浅井優（最終話のみ）

### スタッフ
- 原作 - 笹本稜平「駐在刑事」（第1作、第3作 - 第5作、S1 - ）、「駐在刑事 尾根を渡る風」（第2作 - 第5作、S1 - ）
- 脚本 - 石原武龍（第1作・第2作）、早野円[124]（第2作）、田子明弘（第3作 - ）、入江信吾（S1）
- 音楽 - 諸橋邦行[125]（第5作、S1 - ）
- 主題歌
  - 第1作 - 植村花菜「輝く時間の中で」
  - 第2作 - 第3作 - 華原朋美「はじまりのうたが聴こえる」
  - 第4作 - 平原綾香「マスカット」
  - Season1・第7作・第8作 - 山崎まさよし「アイムホーム」
  - Season2・第6作 - 鈴木雅之「たとえ世界がそっぽ向いても」[126]
  - Season3 - 鈴木雅之「メロディー(Remix'22)」（ソニーミュージックレーベルズ）[127]
- オープニングテーマ
  - Season3 - wacci「トータス」（ソニーミュージックレーベルズ）[128]
- 助監督 - 鈴木統（東通企画 / S1）、齋藤誠（S1）
- ロケ協力 - 奥多摩町、多摩環境事務所、あきる野フィルムコミッション 他
- 警察監修 - 小川泰平（S1）
- 技斗 - アーバンアクターズ（二家本辰己、所博昭 /第5作、S1）
- カースタント - タカハシレーシング（S1）
- 技術協力 - テイクシステムズ（第5作、S1）
- 美術協力 - 東京美工（第5作、S1）、テレビ朝日クリエイト（S1）
- 照明協力 - ラ・ルーチェ（第5作、S1）
- 音響効果 - メディアハウスサウンドデザイン（第5作、S1）
- VFX・CG - 日本映像クリエイティブ（第5作、S1）
- ポスプロ - MITOMO STUDIO（第5作、S1）
- チーフプロデューサー - 橋本かおり[129]（テレビ東京 / 第1作 - 第3作）、中川順平[130]（テレビ東京 / 第4作）、山鹿達也[131]（テレビ東京 / 第5作）、濱谷晃一[132]（テレビ東京 / S1 - ）
- プロデューサー - 瀧川治水（テレビ東京 / 第1作）、上川栄[133]（第1作 - 第3作）、渡辺一仁（テレビ東京 / 第2作 - 第4作）、阿部真士[134]（テレビ東京 / 第5作、S1 - S3）、元村次宏（東通企画）、皆元洋之助（S1第4話 - 最終話）、田中智子（テレビ東京 / S3）、木下真梨子（テレビ東京 / 第7作 - ）、藤田結衣（東通企画 / 第7作 - ）
- 監督 - 皆元洋之助[135][136]、小林義則（共同テレビ / S1 - ）、鈴木統（東通企画 / S1）、元村次宏（東通企画 / S1）
- 製作 
  - テレビ東京、BSジャパン[注 4]、東通企画（単発ドラマ第1作 - 第5作）
  - テレビ東京、東通企画（連続ドラマ）

### 放送日程

#### 第1作 - 第8作
| 1                                       | 2014年04月02日 | 奥多摩渓谷 殺意の夜想曲                         | 偽装の転落死!? 岩壁に残る謎の白い粉と青い羽根… 罪を被って死んだ女の無念を晴らす元刑事の執念                                                           | 「駐在刑事」                           | 石原武龍        | 皆元洋之助 |
| 2                                       | 2015年04月15日 | 奥多摩山荘・復讐の哀歌 過去から届いたメッセージ | 山小屋に潜む未解決事件の真相を追え! 遺留品に刻まれた謎の文字AとK!? 3倍速で下山? 驚愕の移動トリックを暴け!                                             | 「尾根を渡る風 駐在刑事」              | 石原武龍 早野円 | 皆元洋之助 |
| 3                                       | 09月16日       | 奥多摩渓谷 断罪の狂詩曲 過去からの脅迫者        | 渓谷殺人連鎖! 山林王狙う2人の脅迫者… ホタルが照らす変死体の謎と30年前刑事銃撃の闇!                                                                    | 「駐在刑事」 「尾根を渡る風 駐在刑事」 | 田子明弘        | 皆元洋之助 |
| 水曜エンタ枠                            |                |                                                 | |                                        |                 |            |
| 4                                       | 2016年12月14日 | 奥多摩渓谷に響く悲しき子守唄!                   | 疑惑の殺人 大渓谷〜医師の偽装不倫心中! 養子縁組3000万の代償とは!? 鉄壁のアリバイ空中瞬間移動トリックを暴け                                            | 「駐在刑事」 「駐在刑事 尾根を渡る風」 | 田子明弘        | 皆元洋之助 |
| ドラマ特別企画（金曜8時のドラマ枠拡大） |                |                                                 | |                                        |                 |            |
| 5                                       | 2017年10月13日 | 駐在刑事スペシャル                              | 奥多摩〜北アルプス殺人捜査! 遭難の秘密と涙の遺言… 黙秘の女VS最強女刑事! 空白の80分と絶景トリック                                                      | 「駐在刑事」 「駐在刑事 尾根を渡る風」 | 田子明弘        | 皆元洋之助 |
| 月曜プレミア8枠                         |                |                                                 | |                                        |                 |            |
| 6                                       | 2021年5月24日  | 駐在刑事SP2021                                  | 空から白骨!? 竜巻が呼び覚ます完全犯罪! 17年前の“山岳事故”と“激流殺人”を結ぶ点と線! 鍵握る毒婦は生き別れた母? 駐在が挑むナゾと親子愛!                  | 「駐在刑事」 「駐在刑事 尾根を渡る風」 | 田子明弘        | 小林義則   |
| 7                                       | 2022年10月17日 | 駐在刑事SP 2022                                 | 奥多摩のコテージに変死体!? 第二の殺人…カギを握る“ヤマメ” 渓流の大移動トリックと密室の謎を追え…! 捜査攪乱!冷酷管理官VS人情派駐在                       | 「駐在刑事」 「駐在刑事 尾根を渡る風」 | 田子明弘        | 小林義則   |
| 8                                       | 2023年9月25日  | 駐在刑事SP 2023                                 | 奥多摩渓谷の水死体 身元不明のニセ戸籍!? 人情駐在が過去最難の事件に挑む! カギ握る“→”暗号&青黒い蝶 謎外国人親子の正体は逃亡犯!? 黙秘する娘に衝撃の秘密! | 「駐在刑事」 「駐在刑事 尾根を渡る風」 | 田子明弘        | 小林義則   |

#### Season1
- 2018年10月19日 - 12月7日、全7話。
- 第1話は20時から21時48分の拡大SP。

| 各話                                                                        | 放送日         | ラテ欄 | 脚本     | 監督       | 視聴率 |
| --------------------------------------------------------------------------- | -------------- | --- | -------- | ---------- | ------ |
| 第1話                                                                       | 2018年10月19日 | 奥多摩が舞台の人気シリーズ遂に連ドラ化 絶景の渓谷に変死体!? カーブする凶器… 22kmの林道を使った驚愕の山岳トリックに人情派の駐在が挑む | 田子明弘 | 皆元洋之助 | 10.1%  |
| 第2話                                                                       | 10月26日       | 奥多摩で凶悪誘拐! 死亡率75%の緊急事態 キャンプ場包囲せよ                                                                             | 田子明弘 | 小林義則   | 08.1%  |
| 第3話                                                                       | 11月02日       | 奥多摩の秘湯で完全犯罪! 隙間9センチの窓…密室トリックを暴け                                                                           | 入江信吾 | 小林義則   | 08.2%  |
| 第4話                                                                       | 11月09日       | 奥多摩で転落事件! 15m崖下に謎の花束…幻ルートの罠を暴け                                                                               | 田子明弘 | 鈴木統     | 08.1%  |
| 第5話                                                                       | 11月23日       | 奥多摩で謎の毒殺! 住民90人で川を大捜索 奇跡の証拠はワナ!?                                                                            | 田子明弘 | 小林義則   | 08.0%  |
| 第6話                                                                       | 11月30日       | 奥多摩署長が殺人!? 空白の117分! 駐在を襲う暴走トラック!                                                                              | 田子明弘 | 元村次宏   | 07.7%  |
| 最終話                                                                      | 12月07日       | 激流7万トンの殺人ダム! 11時55分の謎!? さらば…奥多摩駐在                                                                              | 田子明弘 | 小林義則   | 06.3%  |
| 平均視聴率 8.1%（視聴率はビデオリサーチ調べ、関東地区・世帯・リアルタイム） |                | |          |            |        |

#### Season2
- 2020年1月24日 - 3月6日、全7話。
- 第1話は20時から21時48分の拡大SP。

| 各話                                                                        | 放送日        | サブタイトル                                             | ラテ欄                                                                                             | 脚本     | 監督     | 視聴率 |
| --------------------------------------------------------------------------- | ------------- | -------------------------------------------------------- | -------------------------------------------------------------------------------------------------- | -------- | -------- | ------ |
| 第1話                                                                       | 2020年1月24日 | 究極の激流トリック!?                                     | 渓谷殺人! 容疑者は2度死ぬ!? 黄金の仏像が暴く8キロ高速移動!? 究極の激流トリックに人情派の駐在が挑む | 田子明弘 | 小林義則 | 8.6%   |
| 第2話                                                                       | 1月31日       | 殺人同窓会に隠された復讐を暴け!!                         | 奥多摩で殺人同窓会 養殖サワナが暴く究極トリックと時効の壁                                          | 入江信吾 | 鈴木統   | 7.6%   |
| 第3話                                                                       | 2月07日       | 90分で人質を救出せよ!!                                   | 奥多摩山荘に殺人犯 1人を2度も殺す謎!? 90分で人質5人救え                                            | 田子明弘 | 小林義則 | 6.8%   |
| 第4話                                                                       | 2月14日       | 小さな目撃者を守れ!                                      | 奥多摩3億埋蔵金!? 山麓から滝壺まで歩く殺人トリック!?                                               | 入江信吾 | 鈴木統   | 6.4%   |
| 第5話                                                                       | 2月21日       | 逃亡犯と疑惑の女… 涙の真相を暴け!!                       | 奥多摩で殺人犯逃走 59分の誤差!? 濡れた傘が暴く元妻のウソ!                                          | 田子明弘 | 小林義則 | 6.8%   |
| 第6話                                                                       | 2月28日       | 疑惑の転落死! 江波を襲う殺人植物の謎!                    | 殺人植物トリック! 致死率50％の毒VS絶滅危惧種クマタカの罠                                           | 田子明弘 | 元村次宏 | 7.0%   |
| 最終話                                                                      | 3月06日       | 衝撃と涙の最終回! 女たちの密約… 愛した人の裏の顔を暴け!! | 愛する人に裏の顔!? 殺人を暴く嘘のDNA…涙のアリバイ崩し!                                             | 田子明弘 | 小林義則 | 8.9%   |
| 平均視聴率 7.4%（視聴率はビデオリサーチ調べ、関東地区・世帯・リアルタイム） |               |                                                          | |          |          |        |

#### Season3
- 2022年1月14日 - 2月25日、全7話。
- 第1話は2時間スペシャル。

| 各話   | 放送日        | サブタイトル                                  | ラテ欄 | 脚本     | 監督       | 視聴率 |
| ------ | ------------- | --------------------------------------------- | --- | -------- | ---------- | ------ |
| 第1話  | 2022年1月14日 | 主演・寺島進の大人気シリーズが帰ってきた!     | 渓谷に変死体! 激流が暴く大自然トリック 容疑者エリート社長は1億奪い逃走… 無実を訴え30メートル崖下へ転落! 信じる母に涙の結末 | 田子明弘 | 小林義則   | 7.9％  |
| 第2話  | 1月21日       | 奥多摩でサギ殺人!犯人は8年前に死んだ孫?       | 奥多摩に変死体…! 犯人は8年前に死んだ孫!? 野草とサワガニが暴く涙の真相                                                      | 田子明弘 | 皆元洋之助 |        |
| 第3話  | 1月28日       | “絶景の星空”殺人! 隕石に込めた涙の真相        | 奥多摩“星空”殺人 254万円のニセ隕石が暴く完全犯罪トリック 亡き父と涙の約束!                                                 | 入江信吾 | 皆元洋之助 |        |
| 第4話  | 2月04日       | 将棋大会中に起きた殺人…衝撃の完全犯罪トリック | 奥多摩で密室殺人! 容疑者は“天才棋士” 40手先を読む完全犯罪トリックと涙の真相                                                | 入江信吾 | 小林義則   |        |
| 第5話  | 2月11日       | セクハラ・パワハラ殺人!? 犯人はマムシ…        | 奥多摩で毒ヘビ殺人 崖下20メートルのトリック!? “容疑者X”の指紋と死体に遺る2つの穴                                           | 田子明弘 | 元村次宏   |        |
| 第6話  | 2月18日       | 明かされる正体…完全犯罪!?張り巡らされた罠!    | 奥多摩で復讐殺人! ダム湖周辺24キロ犯人が知る極秘ルート!? 鉄壁アリバイ40分を崩せ                                            | 田子明弘 | 皆元洋之助 |        |
| 最終話 | 2月25日       | 誤認逮捕!?容疑者の罠と愛しき人の裏の顔        | 奥多摩で警察敗北!? 揃いすぎた証拠の罠! “極秘チーム”が暴く悲しき殺人者                                                      | 田子明弘 | 小林義則   |        |

### 関連番組
- 特命刑事 カクホの女2 - 駐在刑事2の前番組。最終話（2019年12月6日放送分）にコラボレーションとして寺島扮する主人公「江波敦史」が登場[140]。

| テレビ東京系 金曜8時のドラマ                                                                                 | テレビ東京系 金曜8時のドラマ                         | テレビ東京系 金曜8時のドラマ                                             |
| 前番組 | 番組名                                               | 次番組                                                                   |
| --- | ---------------------------------------------------- | ------------------------------------------------------------------------ |
| 警視庁ゼロ係〜生活安全課なんでも相談室〜 THIRD SEASON （2018年7月20日 - 9月14日）                            | 駐在刑事 （2018年10月19日 - 12月7日）                | 記憶捜査〜新宿東署事件ファイル〜 （2019年1月18日 - 3月1日）              |
| 特命刑事 カクホの女2 （2019年10月18日 - 12月6日）                                                            | 駐在刑事Season2 （2020年1月24日 - 3月6日）           | サイレント・ヴォイス 行動心理捜査官・楯岡絵麻 （2020年5月1日 - 7月10日） |
| らせんの迷宮〜DNA科学捜査〜 （2021年10月15日 - 11月26日）                                                    | 駐在刑事Season3 （2022年1月14日 - 2月25日）          | 嫌われ監察官 音無一六 （2022年5月6日 - 6月17日）                         |
| テレビ東京 金曜19:55 - 20:00枠                                                                               |                                                      |                                                                          |
| らせんの迷宮みどころ （2021年10月15日 - 11月26日）                                                           | 駐在刑事みどころ （2022年1月14日 - 2月25日）         | デカ盛りちょい足し! （2022年4月15日 - 2023年3月24日）                    |
| テレビ東京・テレビ北海道・テレビ愛知・テレビせとうち ドラマ傑作選（月曜 - 水曜・ローカルセールス枠の帯番組） |                                                      |                                                                          |
| 警視庁ゼロ係〜生活安全課なんでも相談室〜 SEASON5 （再放送・2021年10月20日 - 11月10日）                       | 駐在刑事Season2 （再放送・2021年11月15日 - 12月1日） | 釣りバカ日誌〜新入社員 浜崎伝助〜 （再放送・2021年12月6日 - 12月27日）   |